# 蘇童
蘇 童（そ どう、スー・トン、1963年1月23日 - ）は、中華人民共和国の小説家。代表作に小説『黄雀記』。現在は江蘇省作協副主席を務めるほか、中国作家協会江蘇分会所属の専業作家。

## 略歴
1963年1月、江蘇省蘇州市に生まれた。父親は蘇州市の公務員で、母親はセメント工場で労働者をしていた。
1969年、7歳の時、斉門小学に入学し。9歳の時、彼は腎炎と併発性敗血症を得て、休学して家にいた。1975年、蘇州第三十九中学に入学。1980年9月に北京師範大学中文系に入学し、1984年7月に卒業。
1985年末、南京芸術学院や『鍾山』雑誌社の編輯組担当編輯となった。
1987年、中学同学魏紅と結婚。
1989年2月、娘が生まれた。
1990年に中国作家協会に加入し会員となった。
2009年、『河岸』を発表。第三回英仕曼亞洲文学賞（en:Asian Literary Prize）と第八回華語文学伝媒大賞年度傑出作家賞を受賞。
2015年には中国長編小説を対象とした中国文学界で最も栄誉がある賞の一つである「茅盾文学賞」を受賞している。

## 日本語訳
- 『ユイ（楡）走る（狂奔）』、井口晃訳、『季刊中国現代小説』第1巻17号、1991年4月。
- 『妻妾成群 紅夢（中国語版）』、千野拓政訳、『季刊中国現代小説』第1巻20号、1992年1月。
- 『伝えてくれ、ツルに乗って行ったと』、竹内良雄訳、『季刊中国現代小説』第2巻9号、1998年10月。
- 『飛べない龍』、村上満里子訳、文芸社、2007年11月1日。
- 『碧奴―涙の女』、飯塚容訳、角川書店、2008年3月27日。
- 『河・岸』、飯塚容訳、白水社、エクス・リブリス、2012年2月16日。
- 『離婚指南』、竹内良雄、堀内利恵訳、勉誠出版、2012年4月27日。
- 『蘇童「1934年的逃亡」における語り手の働き』、遠藤佳代子

## 作品

### 長篇小説
- 『米（英語版）』、1996年、江蘇文芸出版社
- 『蛇為什麼会飛』、2002年、雲南人民出版社
- 『紅粉（英語版）』、2004年、上海文芸出版社
- 『武則天』、2004年、上海文芸出版社
- 『我的帝王生涯』、2005年、上海文芸出版社
- 『碧奴』、2006年、重慶出版社
- 『河岸』、2010年、人民文学出版社
- 『黄雀記』、2013年、作家出版社

### 散文集
- 『捕捉陽光』、1996年、上海書店出版社
- 『尋找灯繩』、1995年、江蘇文芸出版社
- 『河流的秘密』、2009年、作家出版社

## 映像化
映画
- 紅夢（原作：『妻妾成群 紅夢』、監督：チャン・イーモウ、主演：コン・リー、1991年）
- ジャスミンの花開く（原作：『婦女生活』、監督：ホウ・ヨン、主演：チャン・ツィイー、2004年）

## 受賞
- 1992年、庄重文文学賞。
- 2009年、『河岸』、第三回マン・アジア文学賞、第八回華語文学伝媒大賞年度傑出作家賞。
- 2009年、『茨菰』、第五回魯迅文学賞。
- 2010年、短篇小説『香草営』、『小説月報』第十四回百花賞。
- 2014年、第一回騰訊書院文学賞。
- 2015年、『黄雀記』、第九回茅盾文学賞。